# 達爾生技
達爾生技股份有限公司，簡稱達爾生技，英文簡寫「DELBio」。
達爾生技（DelBio Inc.）屬於台達電子集團旗下子公司，專司研發生物醫療相關產品。
達爾生技，原為台達電子研發中心內部的生醫電子部門，發展血糖檢測平台，並於2010年5月成為獨立公司。

## 歷程
- 2005年台達電子內部研發部門成立。
- 2010年達爾生技成立。

## 外部連結
- 台達電子生技部門連結 （页面存档备份，存于）
- 達爾生技
- 達爾生技全球網站 （页面存档备份，存于）